# Cantone di Saint-Arnoult-en-Yvelines
Il Cantone di Saint-Arnoult-en-Yvelines era una divisione amministrativa dell'Arrondissement di Rambouillet.
È stato soppresso a seguito della riforma complessiva dei cantoni del 2014, che è entrata in vigore con le elezioni dipartimentali del 2015.
Comprendeva i comuni di:
- Ablis
- Allainville
- Boinville-le-Gaillard
- Bonnelles
- Bullion
- La Celle-les-Bordes
- Clairefontaine-en-Yvelines
- Longvilliers
- Orsonville
- Paray-Douaville
- Ponthévrard
- Prunay-en-Yvelines
- Rochefort-en-Yvelines
- Saint-Arnoult-en-Yvelines
- Sainte-Mesme
- Saint-Martin-de-Bréthencourt
- Sonchamp